# Az-Zahir Bilbay
Az-Zahir Bilbay (arabisch الظاهر سيف الدين بلباي, DMG aẓ-Ẓāhir Saif ad-Dīn Bilbāy) war Sultan der Mamluken in Ägypten im Jahr 1467.
Chuschqadams Sohn az-Zahir Bilbay, bekannt als al-Magnun („der Irre“), wurde – wie das im Mamlukensultanat vielgeübte Tradition war – bereits nach wenigen Monaten im Amt abgesetzt, um einem älteren Albaner namens az-Zahir Timurbugha als Sultan Platz zu machen.